# Nekrokrati

Kim Il Sung, Nordkoreas evige president

Nekrokrati, (dödsstyre) av nekro- och -krati, är en stat som formellt styrs av en avliden person.
År 1998 beskrev en sydkoreansk Nordkorea-kännare landet som en nekrokrati[källa behövs] efter att den sedan år 1994 avlidne Kim Il Sung i landets grundlags förord kallats "Republikens evige president" i samband med 50-årsfirandet av självständigheten. Även Sveriges statsminister Göran Persson beskrev Nordkorea som nekrokrati i reportageserien Ordförande Persson.